# Maximilian Stoll

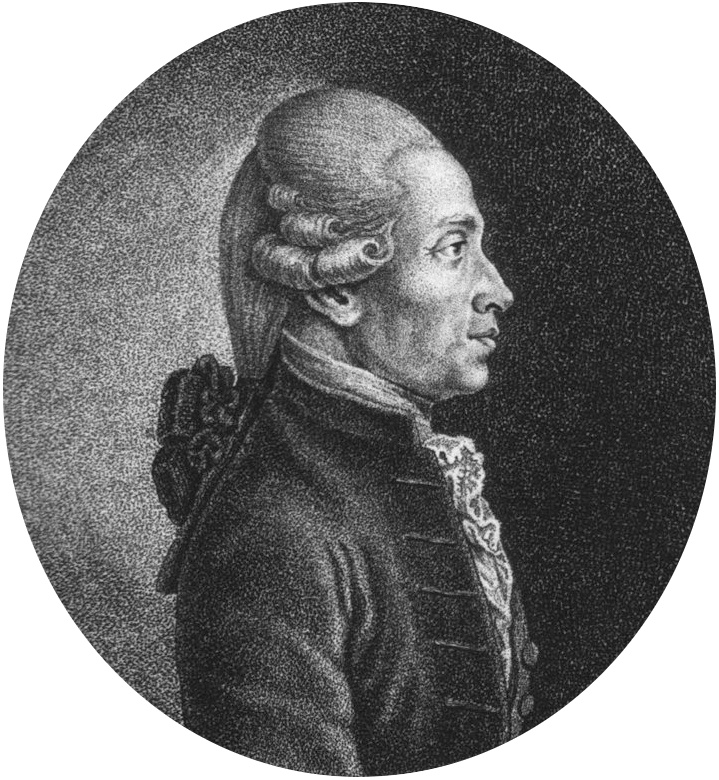
Maximilian Stoll

Maximilian Stoll (* 12. Oktober 1742 in Erzingen, Baden-Württemberg; † 23. Mai 1787 in Wien) war ein deutsch-österreichischer Arzt und Hochschullehrer.

## Leben
Stoll stammte aus einfachen Verhältnissen und studierte, unterstützt mit einem Stipendium, Theologie an einem Priesterseminar. Dort wurde sein Interesse für die Medizin erkannt und Stoll wechselte an die medizinische Fakultät.
Nach erfolgreicher Promotion nahm Stoll 1776 einen Ruf an die Universität Wien an und wurde dort bereits im darauffolgenden Jahr als Nachfolger von Anton de Haen mit der Leitung der Wiener Klinik betraut. Stoll arbeitete dort u. a. sehr erfolgreich mit Leopold von Auenbrugger, dessen Methode der Perkussion er in seinem Werk erwähnte, und Anton Störck zusammen. Er gehörte der Ersten Wiener Medizinischen Schule an.
In diesen Jahren ernannte Fürst Wenzel Anton Kaunitz Stoll zu seinem Leibarzt und wenig später übernahm dieser dasselbe Amt bei Freiherrn Gideon Ernst von Laudon.
Stoll wirkte in Lehre und Forschung und legte als sein Opus magnum seine mehrbändige Ratio medendi vor. Darin propagierte er eine exakte und ständig fortgeschriebene Krankheitsgeschichte des Patienten, um daraus z. B. von früheren Malaisen auf aktuelle Probleme zu schließen. Damit stand Stoll mit seiner Lehrmeinung gegen die Schädellehre von Franz Joseph Galls.
Neben vielen anderen waren Josef von Škoda und Carl von Rokitansky seine Schüler, welche die Theorien Stolls kongenial ausbauten und weiterführten. Zu seinen Schülern zählt zudem Joseph von Plenciz. In Wien gehörte er mehreren Freimaurerlogen an (Zum heiligen Joseph, Zur wahren Eintracht, Zur Wahrheit).
Im Alter von beinahe 45 Jahren starb der Arzt Maximilian Stoll am 23. Mai 1787 in Wien. Im Jahr 1896 wurde in Wien-Neubau (7. Bezirk) die Stollgasse nach ihm benannt.
Der Dramaturg Joseph Ludwig Stoll (1777–1815) war sein Sohn.

## Sonstiges
Mit Friedrich Schiller führte Maximilian Stoll einen kleinen Briefwechsel und sein Sohn Joseph Ludwig lernte am Weimarer Hoftheater Johann Wolfgang von Goethe und durch diesen auch Schiller kennen.

## Werke (Auswahl)
- Rede über die Vorzüge der griechischen Sprache, bey der feyerlichen Eröffnung der akademischen Vorlesungen ... Wien: Anton Gassler (mit von Baumeisterischen Schriften), 1783.
- Ratio medendi. Wien 1777–1780.
- Aphorismi de cognoscendis et curandis febribus. Edidit Maximilianus Stoll S. C. R. A. Maiest. Consil. Medicinae clinicae Professor p. o. Vindobonae: Typis Iosephi nobilis de Kurzbek Caes. Reg. Aulae Typ. et Bibliop., 1786.
- Maximiliani Stoll Dissertatio de materia medica practica: opus posthumum. – Augsburg, 1788. Digitalisierte Ausgabe der Universitäts- und Landesbibliothek Düsseldorf
- Heilungsmethode in dem practischen Krankenhause zu Wien („Ratio medendi in noscomio practico Vindobonensi“). Verlag Korn, Breslau 1787–1796
- Praelectiones in diversos morbos chronicos. Post ejus obitum edidit et praefatus est Josephus Eyerel. Vindobonae: Christ. Fried. Wappler, 1788 (Volumen II, 1789).
- [Morborum descriptio] Eine Handschrift aus den Jahren 1790–1800, die heute in der Mährischen Landesbibliothek in Brünn aufbewahrt ist. Signatur RKP-0758.377.